# Kahlkopfgeier
Der Kahlkopfgeier (Sarcogyps calvus) oder Lappengeier ist eine mittelgroße Art der Altweltgeier (Gypinae). Die Gattung Sarcogyps ist monotypisch mit dem Kahlkopfgeier als einziger Art.

## Beschreibung
Kahlkopfgeier sind mittelgroße und recht kräftig gebaute Altweltgeier. Die langen, relativ schmalen Flügel sind an der Basis am breitesten und zum Ende hin recht deutlich zugespitzt. Die Handschwingen sind mittelstark gefingert. Der Schwanz ist kurz und im frischen Gefieder leicht keilförmig, im abgetragenen Gefieder wirkt er gerundet. Die Art zeigt einen minimalen Geschlechtsdimorphismus bei Größe und Gewicht, Männchen erreichen im Mittel 98 % der Maße der Weibchen. Die Körperlänge beträgt 76–86 cm, die Flügelspannweite 199–227 cm, das Gewicht 3,7–5,4 kg und die Flügellänge 570–625 mm.
Bezüglich der Färbung unterscheiden sich die Geschlechter nicht, die Augenfarbe ist hingegen bei Männchen und Weibchen unterschiedlich. Dieser Geier ist im Adultgefieder insgesamt überwiegend schwarz. Unterer Rücken und Bürzel sowie die Basen der Armschwingen sind heller und mehr braun. Zum dunklen übrigen Gefieder stark kontrastierend sind die an der Halsbasis weiße Brust sowie die ovalen weißen Felder der oberen Beinbefiederung. Kopf und Hals sind weitgehend unbefiedert und intensiv gelblich rot oder orangerot, an den Kopfseiten befinden sich große, ebenso gefärbte Hautlappen. Bei Erregung werden diese Hautpartien leuchtender rot. Die schwach ausgeprägte, flaumige Halskrause ist an den Halsseiten und im Nacken schwarz.

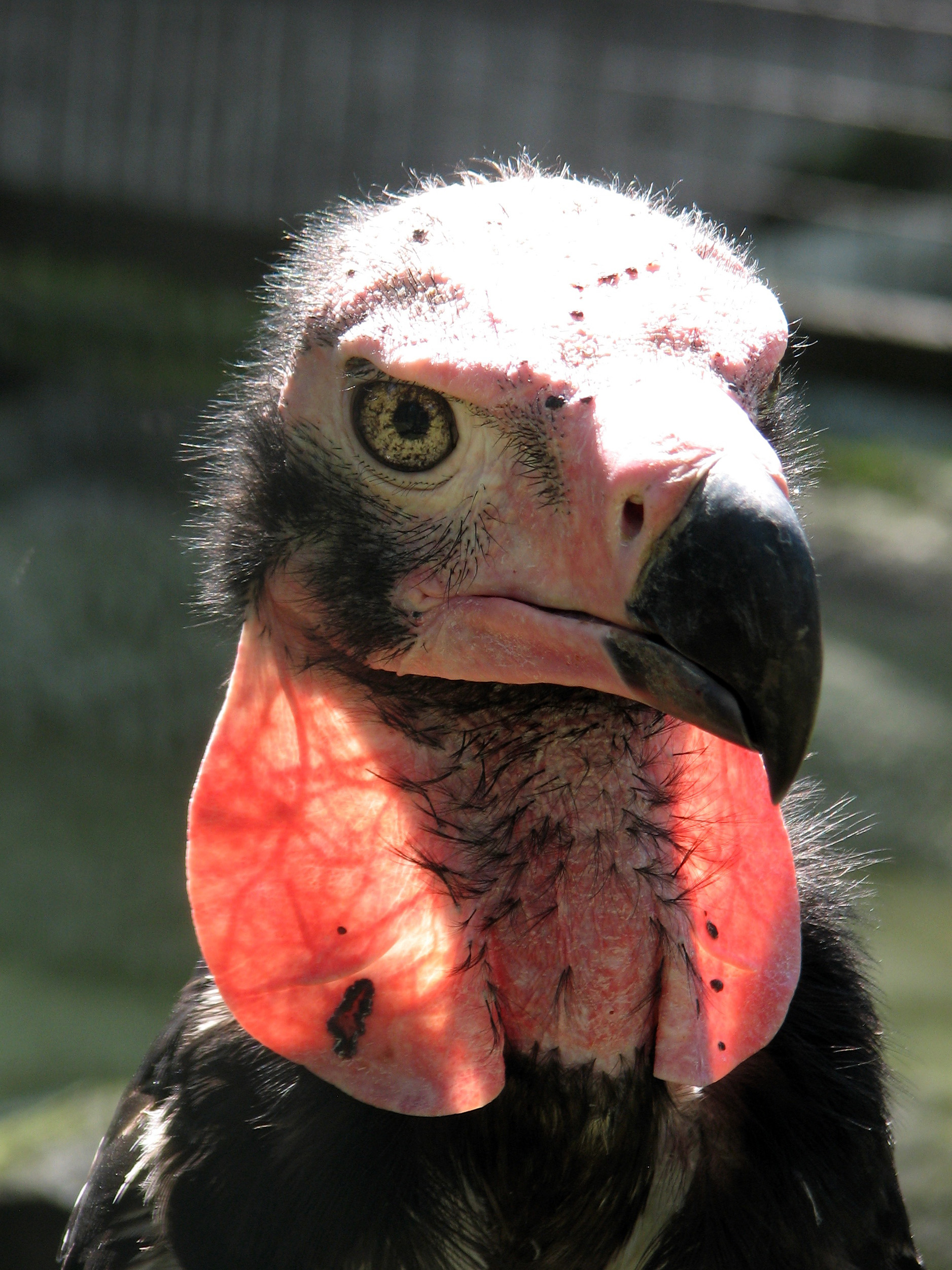
Porträt eines Kahlkopfgeiers

Der hohe und kräftige Schnabel ist dunkelbraun, die Wachshaut ist ebenso wie der Kopf gelblich rot oder orangerot. Die Iris ist bei Männchen gelblich weiß bis gelb, bei Weibchen rotbraun bis dunkelrot. Die Beine sind matt rot.
Jungvögel sind insgesamt deutlich heller als adulte Tiere. Im Jugendkleid sind die gesamte Oberseite des Rumpfes einschließlich Bürzel sowie die Oberflügeldecken mittelbraun mit hellen Federrändern. Die Unterseite ist insgesamt heller braun. Die Schwingen und die Steuerfedern sind dunkler und mehr schwärzlich. Oberste Brust, untere Flanken, innere und äußere obere Beinbefiederung sowie Unterbauch und Unterschwanzdecken sind weiß. Kopf und Hals sind blasser, die geschlossene weiße Dunenbefiederung des Oberkopfes reduziert sich zur Kehle und zu den Halsseiten hin zu einzelnen bedunten Bereichen. Die Hautlappen fehlen noch, an den Kopfseiten sind nur einige lose Hautfalten vorhanden. Kahlkopfgeier sind wahrscheinlich im Alter von 5 Jahren ausgefärbt.
Kahlkopfgeier können vergleichsweise leicht mit einigen langsamen, aber tiefen Flügelschlägen vom Boden abheben. Im Segelflug werden die Flügel nur ganz leicht angehoben, im Gleitflug werden sie waagerecht gehalten und der Handflügel nach unten gebogen.

## Systematik
Die Gattung Sarcogyps ist monotypisch mit dem Kahlkopfgeier als einziger Art. Die innerartliche Variabilität ist gering und es werden keine Unterarten anerkannt.

## Lautäußerungen
Die Lautäußerungen der Art ähneln jenen anderer Altweltgeier und werden als Quieken, Zischen und Grunzen beschrieben. Bei Auseinandersetzungen am Aas geben die Tiere heiser krächzende Laute von sich, die sich zu „einer Art Kreischen“ steigern können. Bei der Balz und bei Kopulationen äußern Kahlkopfgeier ein lautes Brüllen.

## Verbreitung
Das ursprüngliche Verbreitungsgebiet umfasste weite Teile Süd- und Südostasiens. Es erstreckte sich vom Südrand des Himalaya in Pakistan, Indien, Nepal und Bhutan nach Süden über den größten Teil des Indischen Subkontinents. Zudem umfasste das Areal der Art fast ganz Indochina vom Norden Myanmars und Südwestchina bis zur Südspitze Vietnams und reichte mit zerstreuten Vorkommen auch noch bis in den Süden der Malaiischen Halbinsel.
In den letzten Jahrzehnten hat sich das Verbreitungsgebiet des Kahlkopfgeiers stark verkleinert. Die Art fehlt heute in fast der gesamten Südhälfte des Indischen Subkontinents sowie in dessen Westen. In Indochina bestehen nur noch kleine und stark verinselte Vorkommen.
Die Größe des Gesamtverbreitungsgebietes wurde im Jahr 2012 auf 3,69 Mio. km² geschätzt.

## Lebensraum
Die Art bewohnt ein weites Spektrum halboffener und offener Habitate von Trockenwäldern und dichten Baumsavannen bis zu Halbwüsten, Flusstälern, Küsten und landwirtschaftlich genutzten Flächen. Kahlkopfgeier kommen von Meereshöhe bis in 1500 m Höhe vor, lokal bis 2500 m Höhe.

## Lebensweise

### Verhalten
Dieser Geier sitzt häufig frei auf einer Baumspitze, seltener auf Felsen oder Gebäuden.

### Nahrungssuche und Ernährung
Die Nahrungssuche erfolgt meist hoch kreisend. Kahlkopfgeier können aber auch ausdauernd niedrig über Buschfeuern kreisen, um dann auf kleinen, durch das Feuer getöteten Wirbeltieren zu landen. Dieser Geier jagt gelegentlich auch kleineren Geiern wie dem Schmutzgeier Nahrungsobjekte ab.
An großem Aas sind Arten der Gattung Gyps wie Bengalgeier (Gyps bengalensis) und Schmalschnabelgeier (Gyps tenuirostris) gegenüber dem Kahlkopfgeier eher dominant. Die Nahrung besteht aus Aas jeder Größe, auch von kleinen Tieren.

### Fortpflanzung
Kahlkopfgeier leben in territorialen Einzelpaaren. Die Balz besteht aus gemeinsamem Kreisen und „Tandemflügen“, bei denen ein Partner jede Flugbewegung des anderen Vogels kopiert, sowie zum Teil spektakulären Sturzflügen, Drehungen in der Luft und gegenseitigem Greifen der Fänge.
Die Nester werden oft in landwirtschaftlich genutzten Bereichen oder anderen offenen Landschaften und meist in großen Bäumen in 10–30 m Höhe gebaut, gelegentlich auch im Wald und in Halbwüsten bei Fehlen anderer Möglichkeiten auch nur auf einem Busch in 1–3 m Höhe.
Neugebaute Nester sind oft recht klein und haben nur einen Durchmesser von 40 bis 65 cm und eine Höhe von 15 cm; alte und mehrfach benutzte Nester können jedoch Durchmesser bis 1,5 m und eine Höhe von 1,2 m erreichen. Die Nester bestehen aus Stöcken und Zweigen und werden mit Stroh, Resten von Aas und Müll ausgelegt. Der Legebeginn fällt überwiegend in den Zeitraum Februar bis März, das Gelege besteht aus einem Ei. Die Brutzeit dauert etwa 45 Tage, die Dauer der Nestlingszeit ist bisher nicht bekannt.

## Bestand und Gefährdung
In Indochina war die Art früher weit verbreitet und meist häufig, in den letzten Jahrzehnten ging der Bestand dort jedoch stark zurück und auch das Verbreitungsgebiet schrumpfte erheblich. Da in Indochina nach wie vor großflächig für die Art geeignete Habitate vorhanden sind, wird der Rückgang dort vor allem auf die Abnahme wildlebender großer Säuger und verbesserte Haltungsbedingungen für Haustiere zurückgeführt, beides hat zu einem stark verminderten Angebot an Aas geführt. Heute wird der Bestand in Indochina auf nur noch wenige Hundert Individuen geschätzt.
Etwa ab dem Jahr 1999 erlitt die Art auf dem indischen Subkontinent einen katastrophalen Bestandszusammenbruch, in Indien nahm der Bestand zwischen 2000 und 2003 um 94 % Prozent ab. Als Hauptursache dieses Bestandszusammenbruches gilt die weit verbreitete Anwendung des Entzündungshemmers Diclofenac zur Behandlung von Verletzungen und Infektionen bei Hausrindern und Wasserbüffeln; Diclofenac ist für Kahlkopfgeier ebenso wie für die Altweltgeier der Gattung Gyps hochgiftig. Die indische Regierung hat ein Gesetz zum Verbot der Herstellung von Diclofenac für tiermedizinische Zwecke erlassen, dieses Gesetz sah einen Verwendungsstop bis Ende 2005 vor. Im Jahr 2007 war Diclofenac in Indien jedoch immer noch weiträumig in Gebrauch und dies wird nach Einschätzung der IUCN wahrscheinlich auch noch einige Jahre so bleiben. Auch Nepal und Pakistan haben Regelungen zum Verbot der Herstellung und des Imports von Diclofenac verabschiedet.
Aufgrund der extrem negativen Bestandsentwicklung und des kleinen verbliebenen Weltbestandes von wahrscheinlich nicht mehr als 10.000 Exemplaren stuft die IUCN die Art weltweit als vom Aussterben bedroht („critically endangered“) ein.